# Перебор (Владимирская область)
Перебо́р — деревня в Собинском районе Владимирской области России, входит в состав Березниковского сельского поселения.

## География
Деревня расположена на берегу реки Клязьма в 15 км на северо-запад от центра поселения села Березники и в 2 км на юго-запад от райцентра Собинки.

## История
В конце XIX — начале XX века деревня входила в состав Ундольской волости Владимирского уезда, с 1926 года — в составе Собинской волости. В 1859 году в деревне числилось 20 дворов, в 1905 году — 26 дворов, в 1926 году — 60 хозяйств.
С 1929 года деревня входила в состав Березниковского сельсовета Собинского района, с 2005 года входит в состав Березниковского сельского поселения.

## Население
| 1859 | 1905 | 1926 |
| ---- | ---- | ---- |
| 109  | 195  | 234  |

| 1859 | 1905 | 1926 | 2010 | 2021 |
| ---- | ---- | ---- | ---- | ---- |
| 109  | ↗195 | ↗234 | ↘16  | →16  |